# غريس جونز مورغان
غريس جونز مورغان (بالإنجليزية: Grace Jones Morgan)‏ (26 نوفمبر 1884 في كندا - 1977، ألاميدا في الولايات المتحدة)؛ مؤلفة وروائية كندية.